# Stazione di Bozzole-Monte
La stazione di Bozzole-Monte era una fermata ferroviaria posta sulla tratta comune alle linee Novara-Alessandria e Pavia-Alessandria. Serviva il centro abitato di Bozzole, in provincia di Alessandria.

## Strutture e impianti
La fermata di Bozzole-Monte disponeva del solo binario di corsa della linea.

## Servizi
Per quello che riguarda la categorizzazione delle stazioni, RFI la considerava di categoria bronze.